# فراری اف۴۰
فراری اف۴۰ (به انگلیسی: Ferrari F40) خودرویی است که در سال‌های ۱۹۸۷ تا ۱۹۹۲ در ایتالیا تولید شده‌است.
این خودرو در کلاس خودروی سوپر اسپورت قرار گرفته و طراحی آن موتور وسط عقب-محور عقب بوده طول آن در حالت طبیعی ۴٬۴۳۰ میلیمتر (۱۷۴ اینچ) است.
موتور آن از نوع هشت سیلندر توربو و با حجم ۲۹۳۶ سی‌سی است و ۴۷۱ اسب بخار نیرو تولید می‌کند. سیستم جعبه‌دندهٔ آن ۵ دنده به صورت دستی است.
فراری اف۴۰ با بیشینه سرعت ۳۲۴ کیلومتر بر ساعت اولین خودروی خیابانی بود که رکورد سرعت بالای ۲۰۰ مایل بر ساعت (۳۲۲ کیلومتر بر ساعت) را به دست آورد.
ساخت این خودرو مخفیانه و با سرعت بسیار بالا صورت گرفت. کمتر از ۱۳ ماه از آغاز پروژه، این خودرو به جاده رفت. هم‌چنین در ماه ژوئن سال ۱۹۸۶ یعنی کم‌تر از یک سال تا فروش اولین مدل، پروژه بازطراحی موتور این خودرو تازه استارت خورد.ریشه موتور این خودرو از مدل ۲۸۸ GTO استفاده شد. پیشرانه اولیه از نوع ۸ سیلندر خورجینی تویین‌توربوشارژ با حجم ۲.۹ لیتر و توان ۴۰۰ اسب‌بخار بود اما با تغییراتی که در طراحی آن صورت گرفت، قدرت پیشرانه به ۴۷۸ اسب‌بخار رسید. فراری تمام تلاش خود را کرد تا با استفاده از مواد سبک‌تر وزن خودرو کم‌تر شود. مثلا بخش‌هایی مثل منیفولد هوا، بعضی از قطعات گیربکس و قاب موتور از منیزم استفاده شده و وزن خودرو کم‌تر شده استطراحی ظاهر خارجی فراری F40 و خطوط منحصر به فردش، توسط استودیو طراحی مشهور پنین فارینا صورت گرفته است. شاید غیر از بال عقب که به مشخصه فراری F40 تبدیل شده، درپوش پلاستیکی شفاف موتور، مهم‌ترین ویژگی این سوپراسپرت ایتالیایی باشد